# Suhl (Weihe)
Die Suhl, im Unterlauf auch Rhedengraben genannt, ist ein 10,5 km langer, rechter bzw. westlicher Zufluss der Weihe im Landkreis Hersfeld-Rotenburg in Hessen und im Wartburgkreis in Thüringen. Sie ist nicht mit dem nah gelegenen rechten Werra-Zufluss Suhl zu verwechseln.
Die eigentlich 10,5 km lange Suhl ist zusammen mit ihrem linken Quellbach Pfaffengraben (2,9 km) 13,4 km und mit ihrem rechten Quellbach Stubbach (3,4 km) 13,9 km lang. Mit einem Einzugsgebiet von rund 38 km² ist sie der eigentliche Hauptfluss im Flusssystem der Weihe, die zur Vereinigung nur rund 24,5 km² beisteuert, also 40 zu 60 %.
Wie auch schon der Name Rhedengraben ausdrückt, ist davon auszugehen, dass der Unterlauf der Suhl durch Wasserbau künstlich verändert wurde, das heißt, auch die Mündung in die Weihe hat keinen natürlichen Ursprung.

## Verlauf
Die Suhl entsteht im hessischen Landkreis Hersfeld-Rotenburg im waldreichen Richelsdorfer Gebirge durch den Zusammenfluss des aus Richtung Norden bzw. „Hof Bellers“ aus etwa 340 m ü. NN heran fließenden Pfaffengrabens und des aus Richtung Westen bzw. Machtlos (das der Bach nicht durchfließt) aus zirka 415 m ü. NN kommenden Stubbachs. Die „Bachhochzeit“ befindet sich im Gemeindegebiet von Wildeck innerhalb des „Wildecker Tals“ ungefähr 500 m bachabwärts des am Pfaffengraben stehenden Sommerschlosses Blumenstein bzw. unterhalb des etwa 250 m nordnordöstlich auf einem Bergsporn gelegenen Jagdschlosses Blumenstein auf rund 270 m ü. NN.
Unterhalb dieses Bergsporns fließt die Suhl durch das sich nach Südosten hin öffnende „Wildecker Tal“ und wird an dessen von Wald gesäumtem Ausgang von der Bundesautobahn 4 gekreuzt. Sie verläuft danach weiter durch Raßdorf, wonach sie vom zwischen Ronshausen im Westen und Wildeck im Osten verlaufenden Abschnitt der Eisenbahnstrecke Thüringer Bahn überquert wird. Kurz darauf passiert der Bach die Wassermühle „Bruchmühle“ und übertritt erstmals die Grenze zum Wartburgkreis in Thüringen.
Fortan fließt die Suhl meistens kanalisiert weiter und östlich am thüringischen Großensee vorbei, wo rechtsseitig der Hönebach einmündet. Danach knickt sie, das hessische Kleinensee nördlich passierend, in Richtung Nordosten ab, um auf rund 2,1 km Länge etwa die hessisch-thüringische Grenze zu bilden bzw. mal dies- oder jenseits von dieser zu verlaufen.
Dann fließt die Suhl wieder auf hessischer Seite durch das nördlich vom thüringischen Dankmarshausen gelegene Feuchtgebiet Rhäden mit den Naturschutzgebieten Dankmarshäuser Rhäden und Rhäden bei Obersuhl und Bosserode. Unterhalb dieses Gebiets heißt das Fließgewässer auch „Rhedengraben“. Nach Durchfließen des hessischen Obersuhl kreuzt die Suhl letztmals die hessisch-thüringische Grenze.
Schließlich mündet die Suhl östlich von Obersuhl und südlich des thüringischen Untersuhl in den aus Richtung Nordnordwesten heranfließenden Werra-Zufluss Weihe. Ihre Mündung liegt an der Landesstraße 1022 im Abschnitt Untersuhl−Berka/Werra auf etwa 210 m ü. NN. Bei Berka fließt die andere, ausschließlich thüringische Suhl von Südosten kommend rechts in die Werra ein.